# Gömböc

A Gömböc visszatér stabil egyensúlyi helyzetébe

A Gömböc konvex, homogén háromdimenziós test, melynek specialitása, hogy összesen két – egy stabil és egy instabil – egyensúlyi helyzete van.
A stabil helyzet az, amelyet a képek mutatnak; az instabil ugyanez fejjel lefelé fordítva. Itt elvben meg tudna állni, de bármely kis mozgás kibillenti ebből a helyzetből. Ezt a különleges testet Várkonyi Péter és Domokos Gábor, a BME Építészmérnöki Kar Szilárdságtani és Tartószerkezeti Tanszékének oktatói alkották meg 2007-ben.

## A Gömböc története

### Hipotézis, bizonyítás, létrehozás

Keljfeljancsi illusztráció oldalnézetből. A Gömböc, mint egy keljfeljancsi, előbb vagy utóbb visszaáll a stabil helyzetébe

A később Gömböcnek elnevezett konvex test megalkotása konstruktív módon bizonyította Vlagyimir Igorevics Arnold orosz matematikus 1995-ös hipotézisét, mely szerint létezik olyan homogén, konvex test, melynek négynél kevesebb egyensúlyi pontja van. Ezt a tulajdonságot nevezik úgy is, hogy a test mono-monostatikus. Ezt a problémát a homogenitás és konvexitás feltételei teszik nehézzé. Nem homogén anyagból vagy nem konvex, ilyen tulajdonságú testet könnyen létre lehet hozni, erre példa a keljfeljancsi. Számos matematikus úgy vélte, hogy ilyen testet egyáltalán nem is lehet létrehozni, sőt kétdimenziós sokszögekre ezt be is bizonyították. Arnold azonban kitartott amellett, hogy a feladat térben megoldható.
Domokos és felesége kifejlesztett egy osztályozási rendszert, ami a testeket aszerint jellemzi, hogy milyen és mennyi egyensúlyi pontjuk van. Egy korai kutatásukban 2000 mosott kavicsot vizsgáltak meg Rodoszon, és nem találtak köztük olyan testet, ami egyensúlyi szempontból a Gömböcre hasonlított volna. Később Domokos egyik doktorandusza, Várkonyi Péter is bekapcsolódott a kutatásba, amelyet posztdoktori ösztöndíja idején is folytatott.
Domokos és Várkonyi rájöttek, hogy milyen tulajdonságokkal nem rendelkezhetnek ezek a feltételezett testek: nem lehetnek se túl vékonyak, se túl laposak, mert ezek a tulajdonságok eleve kettő vagy több stabil egyensúlyi pontot vonnának maguk után. A Gömböcnek tehát gömbszerű tulajdonságai vannak: vastagsága és keskenysége is minimális. Ezen feltételek (a gömböc alakjának) legkisebb sérülése esetén a Gömböc megszűnik Gömböc lenni: ezért valószínűtlen, hogy Gömböc alakú követ találjunk.
A Gömböc tulajdonságainak behatárolása leegyszerűsítette a keresést, így sikerült leírniuk egy olyan testet, ami kielégíti a keresett feltételeket, azaz csak két egyensúlyi ponttal rendelkezik. Ez a forma azonban szabad szemmel megkülönböztethetetlen volt a gömbtől: a különbség egy 1 m átmérőjű gömböc esetén mindössze 0,01 mm lett volna. Ezt a testet nem lehetett iparilag előállítani sem.
A kutatók ezért folytatták a keresést, eldobva néhány más megszorításukat is (korábban ugyanis olyan Gömböcöt akartak találni, ami nem rendelkezik éles sarokkal). A kutatást ezúttal is siker koronázta: a második Gömböc már megvalósíthatónak bizonyult, és Gömböc névre keresztelték, mely néven ma is kapható.

A kutatás a felfedezés után is folytatódik: azt remélték, hogy találnak majd egy olyan megoldást is, ami síklapokkal határolt, semmi köze a görbült felszínű Gömböchöz. Hogy megtalálják a lehető legkevesebb lapot használó megoldást, kitűztek egy díjat is, aminek értéke 100 ezer dollár osztva a lapok számával.

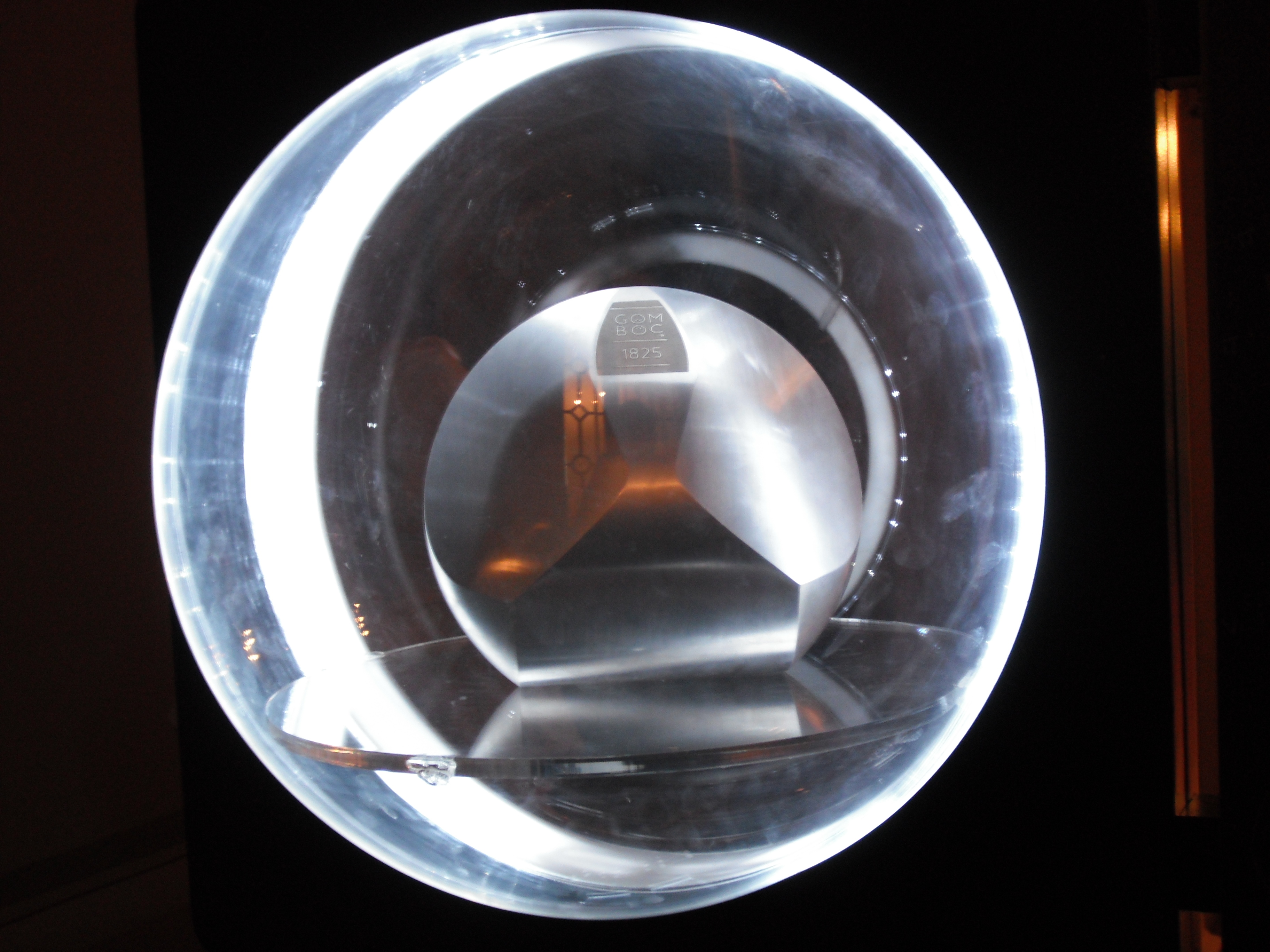
Az 1825-ös számú Gömböc az MTA székházában

### Elnevezése
A Gömböc név főként a gömbölyű alakra, de ezen kívül a hasonlóan elnevezett disznóból készült, annak gyomrába töltött, szintén gömbölyded alakú ételre is utal (disznósajt), amely a Kis gömböc című népmesében is szerepel.

### Fogadtatása
Felfedezése után a Gömböc hamar a média figyelmének középpontjába került. A The Mathematical Intelligencer 2006. évi 4. számának címlapjára is a gömböc képe került – ez volt a második magyar vonatkozású címlap a Rubik-kocka 1979-es bemutatása óta. Több nem-matematikai lap is figyelmet szentelt Gömböcnek, 28 nyelven jelentek meg róla híradások. 2009. február 13-án a BBC közvetítésében Stephen Fry demonstrálta a gömböc tulajdonságait, mellette Domokos Gábor mesélt a felfedezés történetéről. A The New York Times 2007 hetven legérdekesebb ötlete közé választotta.
A Gömböcöt kiállították a Millenáris Parkban egy nagyobb kiállítás keretében, amely a magyar kutatás, fejlesztés és innováció eredményeit mutatta be 2008-ban. Felfedezőit kitüntették a Magyar Köztársasági Érdemrend lovagkeresztjével. A Gömböc lett a 2010-es sanghaji világkiállítás magyar pavilonjának központi eleme.

## A természetben

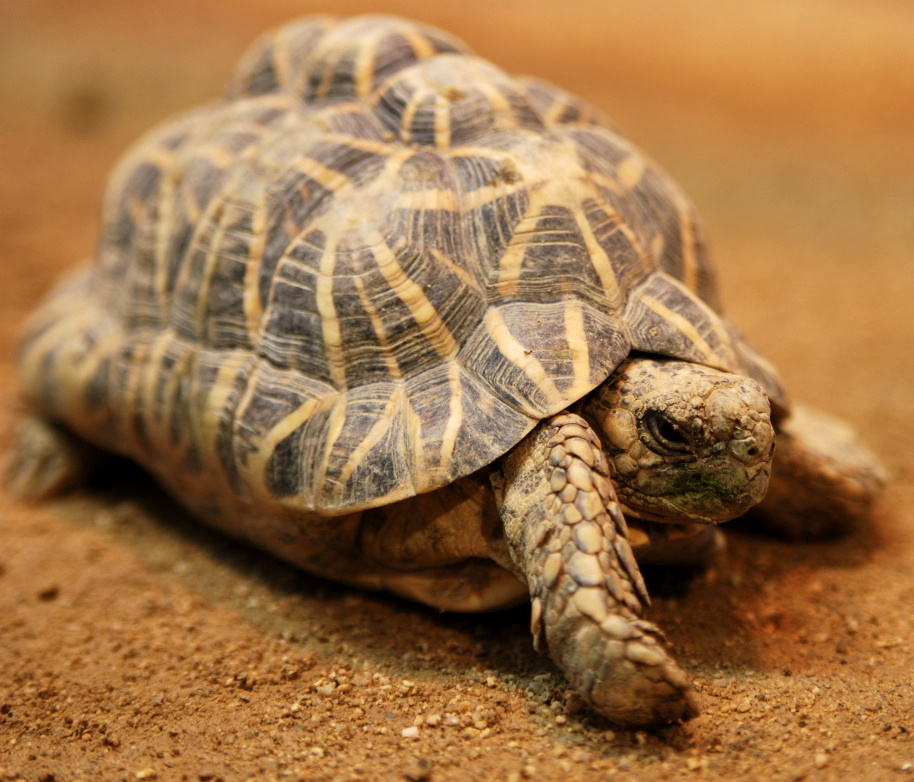
Egyes szárazföldi teknősfajok, mint például az indiai csillagteknős páncélzata hozzávetőlegesen Gömböc alakú

A gömböc egyensúlyi tulajdonságai miatt több páncélos, héjas állatnak, például teknősnek hozzávetőlegesen gömböc alakú páncélja, héja alakult ki. Ez segíti őket abban, hogy vissza tudjanak fordulni, ha hátukra fordítják őket; nekik csak egy kicsit kell elmozdulniuk, a többit elvégzi a gravitáció. A lapos páncélú teknősöknek nincs ilyen gondjuk; ők meg tudnak fordulni a nyakuk és lábaik segítségével.
Domokos és Várkonyi egy évet töltött teknősök méregetésével a Budapesti Állatkertben, a Magyar Természettudományi Múzeumban és különböző állatkereskedésekben. Digitalizálták, elemezték testük és páncéljuk formáját, és összevetették geometriájukat a számításaikkal. Az első biológiai cikküket ötször dobták vissza, míg végül megjelenhetett a Proceedings of the Royal Societyben. Ezután több nagy tekintélyű tudományos lap népszerűsítette a felfedezést; még a legtekintélyesebbek is, mint a Nature és a Science. Az eredmény így összegezhető: a lapos páncél az ásáshoz és az úszáshoz megfelelőbb, míg a magas páncél megvéd a görgetéstől. A lapos páncélú teknősöknek hosszú a nyakuk és a lábaik, amiket aktívan használnak a visszaforduláshoz. A magas páncélúak mintegy maguktól fordulnak vissza; végtagjaik rövidek, és csak kevéssé használják őket egyensúlyuk visszaszerzéséhez. Mivel a körülmények nem tökéletesek, ezért mindig szükség van némi mozgásra. A magas páncél tehát nemcsak a hőgazdálkodást javítja, hanem a ragadozók karmai ellen is jobban véd.
A gömböc alakú teknőspáncélról szóló elméletet több biológus is elfogadta. A biomechanika egyik úttörője, Robert McNeill Alexander felhasználta az evolúciós optimalizálásról szóló 2008-as előadásában.
A gömböc-szerű formák talán azért olyan ritkák a természetben, mert a gömböc egy idealizált, homogén test. Bár az egyensúly visszanyerése fontos, még a modern robotikában is egyszerűbb az alsó részt nehezebb anyagból csinálni.

## A technikában

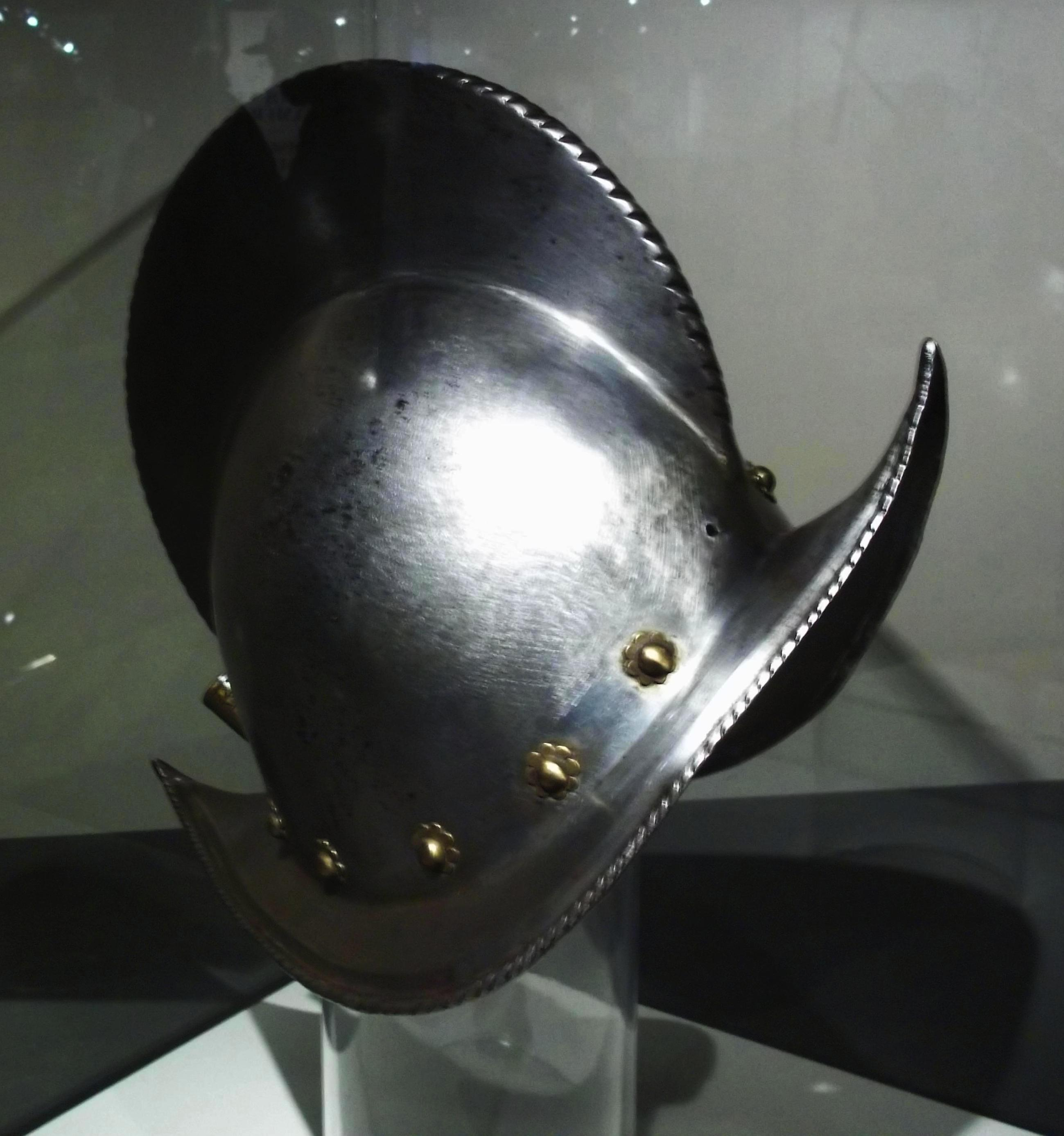
Egy Gömböcre hasonlító tarajos (morion) sisak évszázadokon át népszerű volt

A gömböc formát, vagy egy részét a mérnökök és gyártók már alkalmazták és alkalmazzák gyakorlati tapasztalatok alapján az élet változatos területein.
- A  tarajos sisak a lándzsás hadviseléssel terjedt el, ahol fontos volt az erős függőleges csapás elhárítása.
- A mentőcsónakokat a nagy hullámok megforgathatják, emiatt fontos hogy amint tudnak maguktól visszaforogjanak.

## Az orvostudományban és a gyógyszeriparban
2022-ben az amerikai Massachussets Institute of Technology (MIT) kutatói összekapcsolták a magyar Gömböcöt és a koronavírus elleni mRNS vakcinát. Giovanni Traverso gasztroenterológus és Robert Langer vegyészmérnök professzor Gömböc elméletét felhasználva olyan szájon át adagolható gyógyszert fejlesztett ki, amely lehetővé tette az mRNS-vakcinálást. Munkájukban hivatkoztak a később Nobel-díjat kapott Karikó Katalin 2014-es tanulmányára.
A Gömböc az orvostudomány területén végzett  kutatások terén további találmányokat is inspirált, ilyen volt a szájon át adagolható inzulinkapszula, amelyet az MIT és a Harvard Egyetem kutatói fejlesztettek ki elsősorban a 2-es típusú cukorbetegségben szenvedők számára.
A gyógyszeripar a 2024-ben már engedélyezési fázisba került eljárással az inzulininjekciók és a koronavírus-oltás kiváltására a Gömböc működési elvét használná az oltások és tűk helyett.

## Gyártás
A gömböc formája rendkívül érzékeny, egy 10 cm átmérőjű gömböc mérettűrésének 0,01 mm-es tartományban kell lennie ahhoz, hogy a matematikailag igazolt forma a valóságban is működjön. Ezt a követelményt jelenleg legjobban a számítógéppel vezérelt marás (CNC technológia) segítségével lehet megvalósítani.
Az első gömböc 2006 nyarán készült számítógéppel vezérelt lézerek segítségével: ahol a két lézer találkozott, ott megszilárdult a folyékony alapanyag. A technológia pontossága kívánnivalót hagyott maga után, és az így készült gömböc gyakran elakadt egy köztes helyzetben. Azóta a pontosság javult, és már többféle anyagból, 10−4 mm pontossággal is lehet készíteni gömböcöt, de a folyamat még mindig órákig tart. A jelenleg használható anyagok: alumínium ötvözet (AlMgSi), sárgaréz, bronz, rozsdamentes acél, márvány, plexiüveg, ezüst, titán. Az egyensúlyi tulajdonságokat mind a gömböc, mind a felszín tökéletlenségei befolyásolják. Ha egy gömböc megsérült, akkor olcsóbb újat gyártani, mint a sérült példányt kijavítani. Bár elméletben akármilyen gömböc képes visszatérni a stabil egyensúlyi állapotba, a sérült gömböcök közül mindig a nagyobb vagy nehezebb darabok őrzik meg ezt a tulajdonságot a legjobban.
A „Gömböc” bejegyzett márka és védjegy. Szokásos méretük 10 cm, és mindegyikük megkapja a Gömböc logót, az egyedi darabokra sorozatszám is kerül. A kis mérettűrés és a kevés megrendelés miatt nem lehet olcsón kapni.
2008 októberében készült az első porcelán gömböc, speciális minőségű herendi porcelánból. Matematikai képleteket ábrázoló díszítését maga a porcelángyár művészeti igazgatója tervezte. Kinézete ellenére nem igazi gömböc, mert üreges. Neve ennek megfelelően: Herend pszeudo-Gömböc, és a Boston Consulting Group tulajdona.

## Számozott Gömböcök

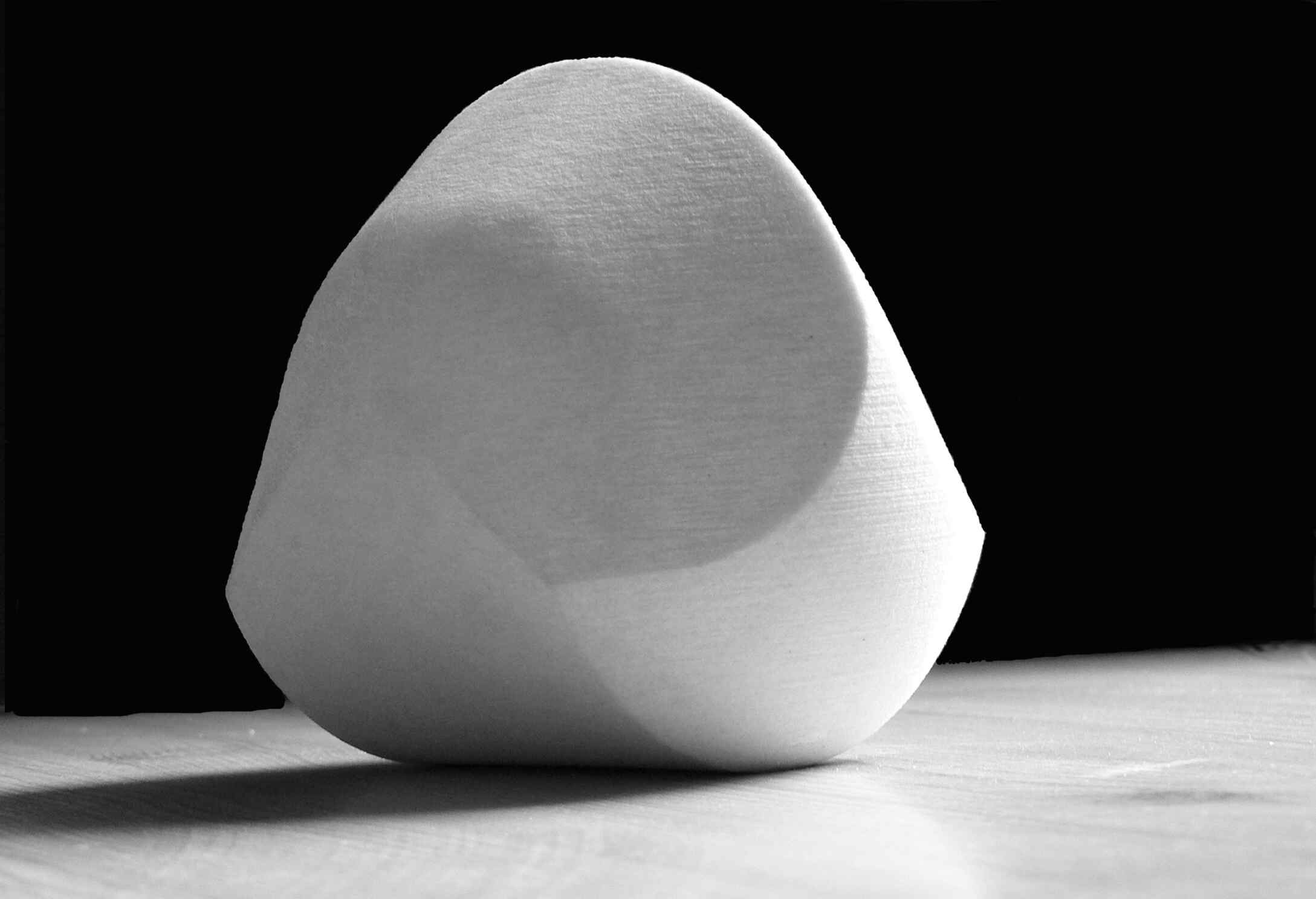
A megvalósított Gömböc

2007-ben egy egyedi Gömböc modellekből álló sorozat gyártása indult el. Ezeken a modelleken egy egyedi N sorszám van az 1 ≤ N ≤ Y intervallumból, ahol Y az aktuális évet jelöli. Minden szám csak egyszer készül, de nem növekvő sorrendben, hanem igény alapján. Eleinte ezek a modellek 3D nyomtatással készültek, és a sorszám a Gömböc belsejében helyezkedett el (eltérő, de azonos fajsúlyú anyagból nyomtatva). Most már minden egyedi darab CNC technológiával készül. A gyártás során egyedi célszerszámok készülnek, melyeket utólag megsemmisítenek. Az első számozott Gömböcöt (Gömböc 001) a feltalálók a Gömböc létezését megsejtő Vlagyimir Arnoldnak ajándékozták Moszkvában, 2007 augusztusában, az Arnold 70. születésnapja alkalmából rendezett konferencián. Arnold professzor ezt a Gömböcöt később az Orosz Tudományos Akadémia Szteklov Matematikai Kutatóintézetének adományozta, ahol az máig megtekinthető. Az eddig gyártott számozott darabok többsége ugyan magántulajdonban van, de számos példányt kiállítottak a világ legkiválóbb egyetemein, múzeumaiban.
Már van több Gömböc Afrikában, Dél-Koreában, Cipruson, Tahitin. A párizsi Pompidou Központ könyvtárának középen áll az 500-as számú, mivel a könyvtári katalógusban 500-as szakjelzettel jelölik a matematikai tárgyú könyveket. A vadnyugat közepén, a Wyomingi Egyetemen is van Gömböc.
Két olyan egyedi Gömböc-típus létezik, melynek nincs sorszáma. A 2010-es sanghaji világkiállítás magyar pavilonja számára, a magyar állam megrendelésére készült 11 darab Gömböc, melyekbe bemarták az Expo és a magyar pavilon logóját is. Ezeket később iskoláknak adományozták. A másik nem-számozott egyedi Gömböc a Stephen Smale díj, melyet 3 évente adományoz a Foundations of Computational Mathematics társaság.
A különleges alkalmakra készült egyedi Gömböcök számát, anyagát és méretét a megrendelő választhatja meg. További információk találhatók az interaktív térképen, melyre a következő link vezet:  illetve az online kiadványban:

## Gömböcök  a világban
Az alábbi térkép a világszerte kiállított egyedi Gömböcöket tünteti fel.

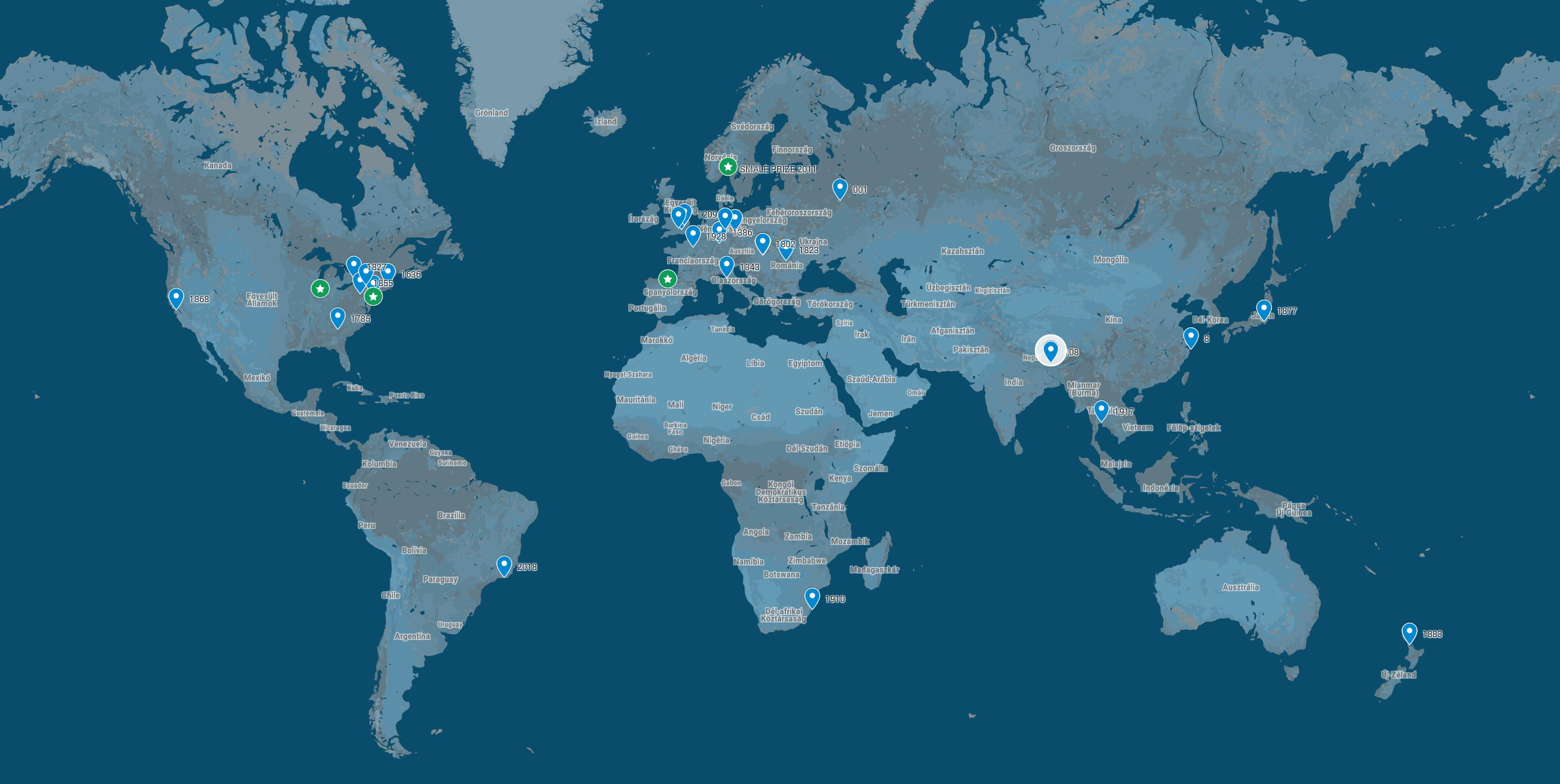
Ez a térkép a világszerte kiállított egyedi Gömböcöket mutatja be. Erre a linkre kattintva: megnyílik a térkép egy interaktív változata.

| Sorszám | Intézmény                                            | Helyszín                                              | Sorszám magyarázata                                                                | Kiállítás dátuma | Technológia                     | Anyag           | Magasság (mm) | További részletek | Egyéb megjegyzés |
| ------- | ---------------------------------------------------- | ----------------------------------------------------- | ---------------------------------------------------------------------------------- | ---------------- | ------------------------------- | --------------- | ------------- | --- | --- |
| 1       | Steklov Intézet(wd)                                  | Moszkva, Oroszország                                  | Az első számozott Gömböc                                                           | 2007.08.         | 3D nyomtatás                    | Műanyag         | 85            | Kép a kiállított Gömböcről | Vlagyimir Arnold ajándéka |
| 8       | Magyar Pavilon                                       | Dinghai, Kína                                         | A 8-as szám a kínai numerológiában szerencsésnek számít.                           | 2017.12.         | CNC-mart részekből összeállítva | Áttetsző plexi  | 500           | Kép a kiállított Gömböcről Archiválva 2020. június 12-i dátummal a Wayback Machine-ben A pavilon látképe Archiválva 2021. augusztus 31-i dátummal a Wayback Machine-ben | A 8-as Gömböcöt először a sanghaji világkiállításon mutatták be. |
| 13      | windsori kastély                                     | Windsor, Egyesült Királyság                           |                                                                                    | 2017.02.         | CNC                             | 99.99% ezüst    | 90            | Kép a kiállított Gömböcről | Albrecht Ottó támogatásával készült. |
| 108     | A Shamarpa(wd) rezidenciája                          | Kalimpong, India                                      | A Buddha tanításait tartalmazó Kangyur köteteinek száma                            | 2008.02.         | CNC                             | AlMgSi ötvözet  | 90            | Képek az átadásról | A Kamala Buddhista Közösség ajándéka. |
| 400     | New College, Oxford(wd)                              | Oxford, Egyesült Királyság                            | A Savilian Professzori szék (geometria) alapításának 400. évfordulója              | 2019.11.         | CNC                             | Bronz           | 90            | Képek a kiállított Gömböcről | Albrecht Ottó támogatásával készült. |
| 1209    | Cambridge-i Egyetem                                  | Cambridge, Egyesült Királyság                         | Alapítás éve                                                                       | 2009.01.         | CNC                             | AlMgSi ötvözet  | 90            | Hír a Whipple múzeum honlapján | A feltalálók ajándéka. |
| 1343    | Pisai Egyetem                                        | Pisa, Olaszország                                     | Alapítás éve                                                                       | 2019.04.         | CNC                             | AlMgSi ötvözet  | 90            | Képek a kiállított Gömböcről | Albrecht Ottó támogatásával készült. |
| 1348    | windsori kastély                                     | Windsor, Egyesült Királyság                           | A Térdszalagrend alapítása                                                         | 2017.02.         | CNC                             | Víztiszta plexi | 180           | Képek a Gömböcről | Albrecht Ottó támogatásával készült. |
| 1386    | Heidelbergi Egyetem                                  | Heidelberg, Németország                               | Alapítás éve                                                                       | 2019.07.         | CNC                             | Víztiszta plexi | 180           | Képek a Gömböcről | Albrecht Ottó támogatásával készült. |
| 1409    | Lipcsei Egyetem                                      | Lipcse , Németország                                  | Alapítás éve                                                                       | 2014.12.         | CNC                             | AlMgSi ötvözet  | 90            | Képek a Gömböcről | Albrecht Ottó támogatásával készült. |
| 1546    | Trinity College(wd)                                  | Cambridge, Egyesült Királyság                         | Alapítás éve                                                                       | 2008.12.         | CNC                             | AlMgSi ötvözet  | 90            | Képek a Gömböcről | Domokos Gábor ajándéka. |
| 1636    | Harvard Egyetem                                      | Boston, Massachusetts, Amerikai Egyesült Államok      | Alapítás éve                                                                       | 2019.06.         | CNC                             | AlMgSi ötvözet  | 90            | Képek a Gömböcről | A Harvard matematikai modellgyűjteményének része. |
| 1737    | Göttingeni Egyetem                                   | Göttingen, Németország                                | Alapítás éve                                                                       | 2012.12.         | CNC                             | AlMgSi ötvözet  | 90            | A Gömböc képe | A matematikai gyűjtemény része. |
| 1740    | Pennsylvaniai Egyetem                                | Philadelphia, Pennsylvania, Amerikai Egyesült Államok | Alapítás éve                                                                       | 2020.12.         | CNC                             | AlMgSi ötvözet  | 90            | Képek a Gömböcről | Albrecht Ottó támogatásával készült. |
| 1746    | Princetoni Egyetem                                   | Princeton, New Jersey, Amerikai Egyesült Államok      | Alapítás éve                                                                       | 2016.07.         | CNC                             | Víztiszta plexi | 180           | Képek a Gömböcről | Albrecht Ottó támogatásával készült. |
| 1785    | Georgia Egyetem(wd)                                  | Athens (Georgia), Amerikai Egyesült Államok           | Alapítás éve                                                                       | 2017.01.         | CNC                             | AlMgSi ötvözet  | 90            | Kép a Gömböcről | Albrecht Ottó támogatásával készült. |
| 1802    | Magyar Nemzeti Múzeum                                | Budapest, Magyarország                                | Alapítás éve                                                                       | 2012.03.         | CNC                             | Víztiszta plexi | 195           | Képek a Gömböcről | Thomas Cholnoky támogatásával készült. |
| 1821    | Brit Koronabirtok (Crown Estate)                     | London, Egyesült Királyság                            | Az az év, amikor Michael Faraday feltalálta a villanymotort                        | 2012.05.         | CNC                             | AlMgSi ötvözet  | 90            | Képek az átadásról | Környezetbiztonsági Díj (The Crown Estate Renewable Energy, Health & Safety Award) |
| 1823    | Bolyai Múzeum, Teleki–Bolyai Könyvtár                | Marosvásárhely, Románia                               | Az az év amikor Bolyai János megírta a Temesvári levelet                           | 2012.10.         | CNC                             | AlMgSi ötvözet  | 90            | Képek a Gömböcről | Albrecht Ottó támogatásával készült. |
| 1825    | Magyar Tudományos Akadémia                           | Budapest, Magyarország                                | Alapítás éve                                                                       | 2009.10.         | CNC                             | AlMgSi ötvözet  | 180           | Képek a Gömböcről | Az MTA székház bejáratánál tekinthető meg |
| 1827    | Torontói Egyetem                                     | Toronto, Ontario, Kanada                              | Alapítás éve                                                                       | 2019.06.         | CNC                             | AlMgSi ötvözet  | 90            | Képek a Gömböcről | A matematikai modellgyűjtemény része. Albrecht Ottó támogatásával készült. |
| 1828    | Drezdai Műszaki Egyetem                              | Drezda, Szászország, Németország                      | Alapítás éve                                                                       | 2020.06.         | CNC                             | AlMgSi ötvözet  | 90            | Képek a Gömböcről | A matematikai modellek digitális archívumának (DAMM) része. Albrecht Ottó támogatásával készült.                                                                                      |
| 1837    | Athéni Egyetem                                       | Athén, Görögország                                    | Alapítás éve                                                                       | 2019.12.         | CNC                             | AlMgSi ötvözet  | 90            | Képek a Gömböcről | Az athéni magyar nagykövetség ajándéka. |
| 1855    | Pennsylvaniai Állami Egyetem                         | College Park, Pennsylvania, Amerikai Egyesült Államok | Alapítás éve                                                                       | 2015.09.         | CNC                             | AlMgSi ötvözet  | 90            | Képek a Gömböcről | Albrecht Ottó támogatásával készült. |
| 1865    | Cornell Egyetem                                      | Ithaca, Amerikai Egyesült Államok                     | Alapítás éve                                                                       | 2018.09.         | CNC                             | AlMgSi ötvözet  | 90            | Képek a Gömböcről | Domokos G. ajándéka |
| 1868    | Kaliforniai Egyetem                                  | Berkeley, Kalifornia Amerikai Egyesült Államok        | Alapítás éve                                                                       | 2018.11.         | CNC                             | AlMgSi ötvözet  | 90            | Képek a Gömböcről | A Lawrence Hall gyűjteményének része. Albrecht Ottó támogatásával készült |
| 1877    | Tokió Egyetem                                        | Tokió, Japán                                          | Alapítás éve                                                                       | 2018.08.         | CNC                             | AlMgSi ötvözet  | 90            | Képek a Gömböcről | A matematikai modellgyűjtemény része. Albrecht Ottó támogatásával készült. |
| 1883    | Aucklandi Egyetem(wd)                                | Auckland, Új-Zéland                                   | Alapítás éve                                                                       | 2017.02.         | CNC                             | Titán           | 90            | Képek a Gömböcről | |
| 1893    | Szoboljev Matematikai Kutatóintézet(wd)              | Novoszibirszk, Oroszország                            | Novoszibirszk alapításának éve                                                     | 2019.12.         | CNC                             | AlMgSi ötvözet  | 90            | Képek a Gömböcről | Albrecht Ottó támogatásával készült. |
| 1896    | Szellemi Tulajdon Nemzeti Hivatala                   | Budapest, Magyarország                                | Alapítás éve                                                                       | 2007.11.         | 3D nyomtatás                    | Műanyag         | 85            | Képek a Gömböcről | |
| 1910    | KwaZulu-Natal Egyetem(wd)                            | Durban, Dél-afrikai Köztársaság                       | Alapítás éve                                                                       | 2015.10.         | CNC                             | AlMgSi ötvözet  | 90            | Képek a Gömböcről | A Gömböcöt Király András pretoriai nagykövet adta át ünnepélyes keretek között. Albrecht Ottó támogatásával készült.                                                                  |
| 1911    | Reginai Egyetem(wd)                                  | Regina, Kanada                                        | Alapítás éve                                                                       | 2020.03.         | CNC                             | AlMgSi ötvözet  | 90            | Képek a Gömböcről | Albrecht Ottó támogatásával készült. |
| 1917    | Chulalongkorn Egyetem(wd)                            | Bangkok, Thaiföld                                     | Alapítás éve                                                                       | 2018.03.         | CNC                             | AlMgSi ötvözet  | 90            | Képek a Gömböcről | A bangkoki magyar nagykövetség ajándéka |
| 1924    | Magyar Nemzeti Bank                                  | Budapest, Magyarország                                | Alapítás éve                                                                       | 2008.08.         | CNC                             | AlMgSi ötvözet  | 180           | Képek a Gömböcről | |
| 1928    | Poincaré Intézet(wd)                                 | Párizs, Franciaország                                 | Alapítás éve                                                                       | 2011.04.         | CNC                             | AlMgSi ötvözet  | 90            | Kép a Gömböcről | A matematikai modellgyűjtemény része. |
| 1930    | Moszkvai Energetikai Intézet                         | Moszkva, Oroszország                                  | Alapítás éve                                                                       | 2020.12.         | CNC                             | AlMgSi ötvözet  | 90            | Képek a Gömböcről | Az moszkvai magyar nagykövetség és a Moszkvai Magyar Kulturális Intézet ajándéka. A Gömböcöt Konkoly Norbert nagykövet adta át ünnepélyes keretek között Nyikolaj Rogaljev rektornak. |
| 1978    | Tromsøi Egyetem                                      | Tromsø, Norvégia                                      | A matematika szak alapításának éve                                                 | 2020.08.         | CNC                             | AlMgSi ötvözet  | 90            | Kép a Gömböcről | A matematikai modellgyűjtemény része. |
| 1996    | Buenos Aires-i Egyetem(wd)                           | Buenos Aires, Argentína                               | Az az éve, amikor a fizika tanszéket Juan José Giambiagi professzorról elnevezték. | 2020.03.         | CNC                             | AlMgSi ötvözet  | 90            | Képek a Gömböcről | A Gömböcöt Gelényi Csaba Buenos Aires-i nagykövet adta át ünnepélyes keretek között. Albrecht Ottó támogatásával készült.                                                             |
| 2013    | Oxfordi Egyetem                                      | Oxford, Egyesült Királyság                            | Az Andrew Wiles épület megnyitásának éve                                           | 2014.02.         | CNC                             | Nemesacél       | 180           | Képek a Gömböcről | Tim Wong és Albrecht Ottó támogatásával készült. |
| 2016    | Aucklandi Egyetem(wd)                                | Auckland, Új-Zéland                                   | A Science Center megnyitásának éve                                                 | 2017.02.         | CNC                             | Víztiszta plexi | 180           | Képek a Gömböcről | |
| 2018    | Instituto Nacional de Matemática Pura e Aplicada(wd) | Rio de Janeiro, Brazília                              | A Rio de Janeiróban tartott Nemzetközi Matematikai Kongresszus éve                 | 2018.08.         | CNC                             | AlMgSi ötvözet  | 90            | Képek a Gömböcről | Albrecht Ottó támogatásával készült. |

## Gömböc-szobrok

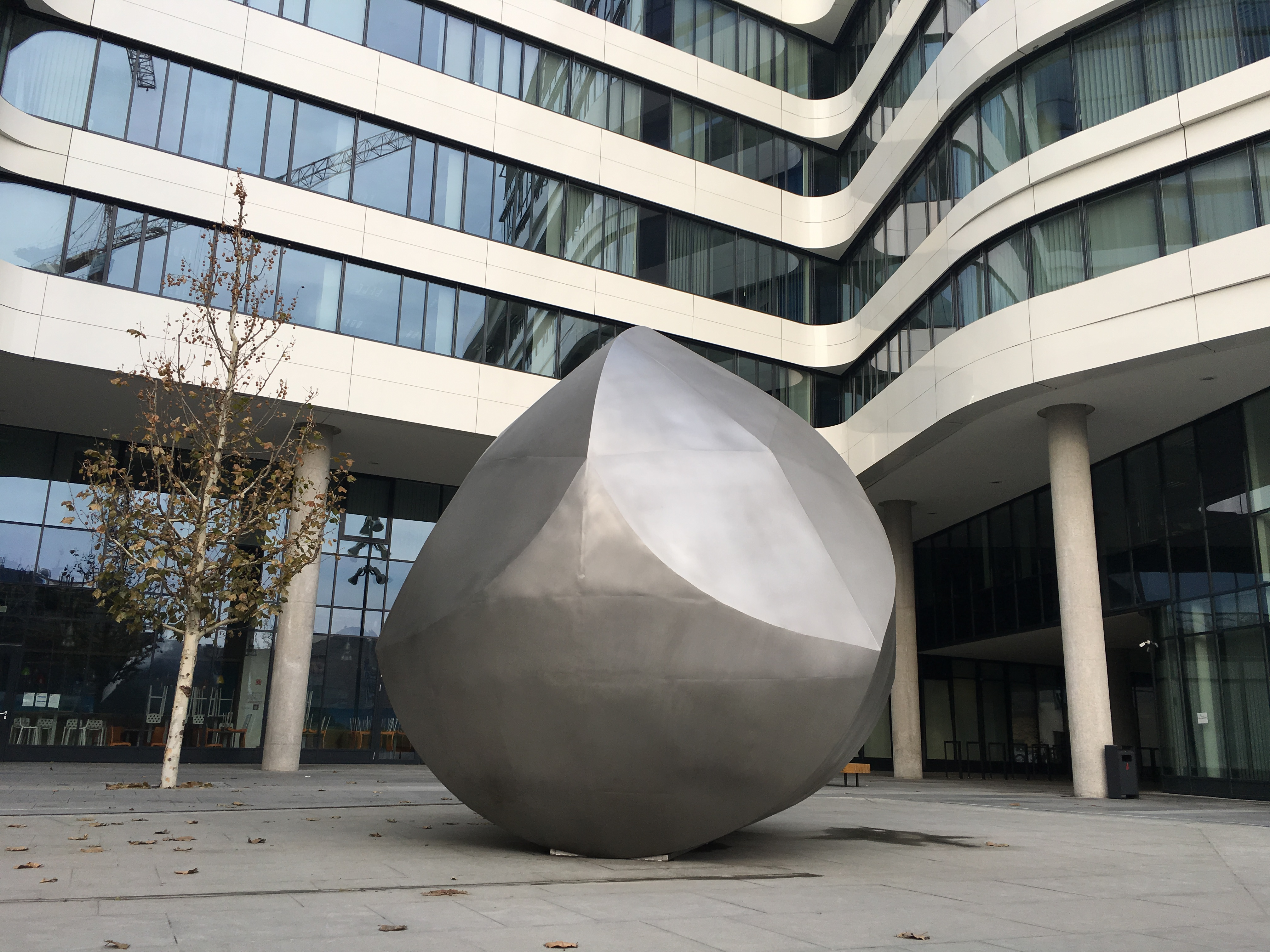
A legnagyobb Gömböc szobor, a Corvin sétányon

Világszerte több köztéri szobrot alkottak a formájára. 2,5 méteres változata az Expo 2010 magyar pavilonja előtt állt. Eddigi legnagyobb, négyméteres, négytonnás változatát a Budapest VIII. kerülete Corvin sétányán állították fel 2017 végén, Zalavári József művészeti vezetésével.

## A Gömböc nyomában – A nemzetközi siker folytatódik
Domokos Gábor, a Gömböc atyja és Regős Krisztina, a doktorandusza tovább folytatták a matematika és más tudományok között kapcsolatot teremteni kívánó kutatásaikat. A Gömböc az építészeket ihlette meg a különleges formájú épületre, a különleges formájú, csúcs nélküli formát magukban rejtő épületek pedig Domokosékat. A kocka geometriájából indultak ki, és sikerült annak éleit úgy meghajlítaniuk hogy nemcsak a csúcsok tűntek el, de az így keletkező test térkitöltő maradt. Ez inspirálta őket az első, csúcs nélküli térkitöltő cella megalkotására.
A kiinduló lépést követő, már az Oxfordi Egyetemmel végzett közös munka során felfedezték, hogy a nautilusz celláinak geometriája lágy. Később kiderült, hogy több már kihalt, az ammonoideák alosztályába tartozó faj is a nautiluszokhoz hasonlóan, csúcsok nélküli belső cellákkal rendelkezett. Domokosék felfedezésük publikálását követően nem csak az Oxfordi Egyetemen kerültek a tudományos hírek élére, de a Harvardon, a  Nature-ben, a Smithonian Magazinban, a torontói Fields Magazinban és a több német tudományos oldalon is.